# Спондилолистеза
Спондилолистеза представља клизање пршњенова према напред, односно притисак тела једног о тело другог кичменог пршљена. Најчешће су захваћени четврти и пети слабински или пети слабински и први крсни пршљен.

## Узрок настанка
Постоји велики број узрока. Најчешћи су спондилолиза, акутни преломи, узнапредовали дегенеративни процеси у интервертебралним зглобовима (спондилоартроза) слабинског дела кичме, постоперативни поремећаји и тумори костију. Постоји и конгенитална (урођена) спондилолистеза, које се чешће јавља код жена.
Субјективне сметње у спондилолистези, нису увек карактеристичне и у начелу јављају се најчешће између 20. и 40. године живота.

## Клиничка слика
Спондилолистеза је најчешће асимптоматска, али често може да изазове јаке болове у леђима. Болови се први пут јављају у време интезивног раста. Бол може бити по типу ишијаса, шири се у седални предео, задњи део бутине и лист ноге; или може бити по типу клаудикација, напади који се јављају током хода или дуготрајног стајања и изазивају храмање.

## Дијагноза
Дијагноза се поставља на основу анамнезе, клиничке слике, клиничког прегледа, рендгенографије, компјутеризоване томографије, нуклеарне магнетне резонанце и мијелограма.

## Лечење
Уколико нема симптома, активно лечење спондилолистезе није потребно. Код тежих облика спондилолистезе терапија обухвата;
- Опште мере лечења (редукција телесне тежине, довољан број сати одмора током дана, правилно држање тела током ношења терета итд.)
- Растерећење кичме, ношењем мидера (ортоза)
- Физикална и конзервативна терапија (која има за циљ јачање паравертебралне мускулатуре и купирање болова)
- Оперативно лечење, које је индиковано за болне спондилолистезе с неуролошким испадима, најчешће код пацијената у старијем животном добу.